# Zutty Singleton
Zutty Singleton (Arthur James Singleton, Bunkie, de Luisiana, 14 de mayo de 1898 - Nueva York, 14 de julio de 1975) fue un batería estadounidense de jazz tradicional y swing.

## Historial
Su primer trabajo profesional fue con la banda de Steve Lewis, en 1915, y después trabajaría con papa Celestin y Big Eye Nelson. Durante un tiempo dirigirá su propio cuarteto en un club de Nueva Orleans, con Louis Armstrong como cornetista (1920). Después, entre 1921 y 1923, tocará con John Robechaux, Fate Marable y Luis Russell, antes de emigrar a Chicago, con Jimmie Noone (1924-1927).
En Chicago coincidirá nuevamente con Armstrong y con Earl Hines, en la orquesta de Carroll Dickerson, con la que se traslada a Nueva York. Allí, vuelve a trabajar con los Hot Five de Armstrong, además de con Fats Waller, Jelly Roll Morton, Bubber Miley y otros. Ya en la década de 1930, tocará con Roy Eldridge, Sidney Bechet, T-Bone Walker y otros, además de formar un grupo propio con el que realizará giras por la Costa Oeste.
En los años 1940, aparte de aparecer en algunos films, como Stormy Weather o Nueva Orleans, forma parte de los grupos de Wingy Manone, Eddie Condon, Nappy Lamare, etc. Realiza giras por Europa en los años 1950, con diversos músicos, y toca regularmente durante la década de 1960 (Wilbur DeParis, Alberta Hunter, Victoria Spivey...), hasta que debe alejarse de la música activa como consecuencia de una crisis cardíaca, en 1970.
Desde un punto de vista técnico, Singleton es el nexo entre los baterías tradicionales de Nueva Orleans y los baterías modernos, solista brillante y eficiente acompañante, de pulso seguro. Sin ser un revolucionario, aportó numerosas novedades en la técnica instrumental.